# Nekrolog 1483
Nekrolog
◄◄
| ◄
| 1479
| 1480
| 1481
| 1482
| 1483 | 1484 | 1485 | 1486 | 1487 | ► | ►►
Weitere Ereignisse | Allgemeiner Nekrolog 1483
Die Beschreibung der verstorbenen Person sollte so kurz wie möglich gehalten sein und nur deren signifikante Tätigkeit(en) enthalten.
Neue Namen ggf. auch unter dem Geburts- und Sterbedatum, also etwa unter 1. Januar und im Geburts- und Sterbejahr (2024) eintragen (nur bei entsprechender großer Wichtigkeit). Für Beispiele siehe die schon vorhandenen Artikel.
Außerdem über die fünf zuletzt Verstorbenen, zu denen es einen ausreichend guten Artikel für eine Präsentation auf der Hauptseite gibt, nach der todesbedingten Überarbeitung der Artikel ggf. auch unter Wikipedia Diskussion:Hauptseite informieren und sie am besten auch in den anderen Wikipedia-Sprachversionen eintragen. Tipp: Regelmäßig bei news.google.de nach „ist tot“, „gestorben“ oder „verstorben“ suchen.
Wenn eine Person gestorben ist, gibt es viele Seiten zu dieser Person in der Wikipedia, die davon auch betroffen sind und entsprechend aktualisiert werden müssen. Beispiele: Namenübersichtsseite, Geburtsjahr, Geburtsort-Seiten und viele mehr.
Wie finde ich die betroffenen Seiten?
Im Suchfeld auf der linken Seite gibt man den Suchbegriff so ein: „Vorname Nachname“. Dann klickt man auf Volltext und alle Seiten mit entsprechendem Suchtext werden aufgerufen. Hier sieht man dann schnell, wo auch das Todesjahr Sinn macht oder sogar ein Teil des Artikels angepasst werden muss. Auch hilft das „Werkzeug“ auf der linken Seite sehr gut, um solche Seiten aufzufinden: „Links auf diese Seite“. Somit ist die Wikipedia wieder aktuell in allen Bereichen! Hinweis: bei Eintragung der Kategorie „Gestorben JAHR“ wird der Missbrauchsfilter 49 ausgelöst, was jedoch nicht schlimm ist. Siehe: Spezial:Missbrauchsfilter/49
Dies ist eine Liste von im Jahr 1483 verstorbenen bekannten Persönlichkeiten. Die Einträge erfolgen innerhalb der einzelnen Daten alphabetisch sortiert. Tiere sind im Nekrolog für Tiere zu finden.

## Januar
| Tag           | Name                                            | Beruf, bekannt als          | Alter | Beleg |
| ------------- | ----------------------------------------------- | --------------------------- | ----- | ----- |
| 13. Januar    | Heinrich III.                                   | Landgraf von Hessen-Marburg | 42    |       |
| 15. Januar    | Antonio Federighi                               | italienischer Maler         |       |       |
| 19. Januar    | Wilhelm von Egmond                              | Statthalter von Gelderland  | 70    |       |
| um 23. Januar | Elizabeth Ferrers, 6. Baroness Ferrers of Groby | englische Adelige           |       |       |
| 30. Januar    | Franz Phoebus                                   | König von Navarra           |       |       |

## Februar
| Tag         | Name            | Beruf, bekannt als                | Alter | Beleg |
| ----------- | --------------- | --------------------------------- | ----- | ----- |
| 5. Februar  | Hubert Yffz     | Weihbischof in Trier              |       |       |
| 26. Februar | Moritz Ensinger | Baumeister der süddeutschen Gotik |       |       |

## März
| Tag      | Name              | Beruf, bekannt als                                                 | Alter | Beleg |
| -------- | ----------------- | ------------------------------------------------------------------ | ----- | ----- |
| 6. März  | Heinrich Stercker | deutscher Humanist und kursächsischer Rat                          |       |       |
| 23. März | Jolande           | Herzogin von Lothringen und Bar sowie Titularkönigin von Jerusalem | 54    |       |

## April
| Tag       | Name                              | Beruf, bekannt als                        | Alter | Beleg |
| --------- | --------------------------------- | ----------------------------------------- | ----- | ----- |
| 4. April  | Henry Bourchier, 1. Earl of Essex | englischer Adliger                        |       |       |
| 5. April  | Martin Römer                      | Kaufmann und Amtshauptmann in Zwickau     |       |       |
| 9. April  | Eduard IV.                        | englischer König                          | 40    |       |
| 24. April | Marguerite de Bourbon             | französische Adelige aus dem Haus Bourbon | 45    |       |
| 27. April | Albrecht VI.                      | Herzog von Mecklenburg                    |       |       |

## Juni
| Tag      | Name                                | Beruf, bekannt als                 | Alter | Beleg |
| -------- | ----------------------------------- | ---------------------------------- | ----- | ----- |
| 13. Juni | William Hastings, 1. Baron Hastings | englischer Adliger und Lordkanzler |       |       |
| 21. Juni | Elisabeth von Burgund               | durch Heirat Herzogin von Kleve    |       |       |
| 22. Juni | Jean Rolin                          | französischer Bischof und Kardinal |       |       |
| 25. Juni | Thomas Vaughan                      | walisischer Militär und Diplomat   |       |       |
| 25. Juni | Anthony Woodville, 2. Earl Rivers   | englischer Adliger                 |       |       |
| Juni     | Richard Grey                        | englischer Ritter                  |       |       |

## Juli
| Tag      | Name               | Beruf, bekannt als                                             | Alter | Beleg |
| -------- | ------------------ | -------------------------------------------------------------- | ----- | ----- |
| 9. Juli  | Johannes Parleberg | deutscher Rechtsgelehrter und römisch-katholischer Geistlicher |       |       |
| 16. Juli | Alvise Cadamosto   | italienischer Seefahrer und Entdecker                          |       |       |

## August
| Tag        | Name               | Beruf, bekannt als                                      | Alter | Beleg |
| ---------- | ------------------ | ------------------------------------------------------- | ----- | ----- |
| 5. August  | Josse de Lalaing   | Statthalter von Holland und Seeland                     |       |       |
| 7. August  | Johan Wunstorp     | deutscher Jurist und Ratssekretär der Hansestadt Lübeck |       |       |
| 28. August | Jean II. de Brosse | Graf von Penthièvre                                     |       |       |
| 30. August | Ludwig XI.         | König von Frankreich (1461–1483)                        | 60    |       |

## September
| Tag           | Name                 | Beruf, bekannt als                                                           | Alter | Beleg |
| ------------- | -------------------- | ---------------------------------------------------------------------------- | ----- | ----- |
| 21. September | Friedrich Sesselmann | Bischof des Bistums Lebus und Kanzler des Kurfürstentums Brandenburg         |       |       |
| 23. September | Johann Kolowrat      | böhmischer Adliger, römisch-katholischer Geistlicher, Administrator von Prag |       |       |
| 26. September | Erasmus Perchinger   | deutscher Ordensgeistlicher und Franziskaner                                 |       |       |

## Oktober
| Tag         | Name                         | Beruf, bekannt als | Alter | Beleg |
| ----------- | ---------------------------- | ------------------ | ----- | ----- |
| 22. Oktober | Francesco Gonzaga der Ältere | Bischof von Mantua |       |       |
| 31. Oktober | Johann zu Solms              | deutscher Adliger  |       |       |

## November
| Tag          | Name                                  | Beruf, bekannt als                                                | Alter | Beleg |
| ------------ | ------------------------------------- | ----------------------------------------------------------------- | ----- | ----- |
| 1. November  | Johannes von Trauttmansdorff          | salzburgischer Geistlicher                                        |       |       |
| 2. November  | Henry Stafford, 2. Duke of Buckingham | englischer Adliger                                                | 28    |       |
| 11. November | Gottschalk von Segraedt               | deutscher Schöffe und Bürgermeister der Freien Reichsstadt Aachen |       |       |
| 14. November | Peter von Segraedt                    | deutscher Schöffe und Bürgermeister der Freien Reichsstadt Aachen |       |       |
| 20. November | Johann I. von Wernau                  | Fürstabt des Fürststifts Kempten                                  |       |       |

## Dezember
| Tag          | Name                  | Beruf, bekannt als                                 | Alter | Beleg |
| ------------ | --------------------- | -------------------------------------------------- | ----- | ----- |
| 1. Dezember  | Charlotte von Savoyen | Ehefrau König Ludwigs XI. von Frankreich           | 42    |       |
| 3. Dezember  | Matheus de Layens     | Brabanter Architekt                                |       |       |
| 31. Dezember | Gilles Joye           | flämischer Theologe, Dichter, Sänger und Komponist |       |       |
| 31. Dezember | Johannes Stammel      | deutscher Hochschullehrer und Domherr              |       |       |

## Datum unbekannt
| Tag | Name                       | Beruf, bekannt als                                 | Alter | Beleg |
| --- | -------------------------- | -------------------------------------------------- | ----- | ----- |
|     | Amadio da Milano           | italienischer Goldschmied                          |       |       |
|     | John Elrington             | englischer Ritter                                  |       |       |
|     | Nikolaus Eseler der Ältere | spätgotischer Baumeister aus dem süddeutschen Raum |       |       |
|     | Guillaume d’Estouteville   | Kardinal                                           |       |       |
|     | Tidemann Evinghusen        | Kaufmann und Ratsherr der Hansestadt Lübeck        |       |       |
|     | Reinhard von Gemmingen     | Kanonikus in Mainz, später in pfälzischen Diensten |       |       |
|     | Johann IV.                 | Herzog von Jägerndorf und Loslau                   |       |       |
|     | Peter von Münichsdorf      | Benediktiner                                       |       |       |
|     | Antonius von Pforr         | deutscher Übersetzer des „Buches der Beispiele“    |       |       |
|     | Thüring von Ringoltingen   | Schultheiss von Bern                               |       |       |
|     | Vincencius Romchen         | Bürgermeister von Dresden                          |       |       |
|     | Wilhelm I. von der Mark    | Graf von Lüttich                                   |       |       |